# Aponychus mallotus
Aponychus mallotus är en spindeldjursart som beskrevs av Ho 2003. Aponychus mallotus ingår i släktet Aponychus och familjen Tetranychidae. Inga underarter finns listade i Catalogue of Life.